# Gerhard Skiba

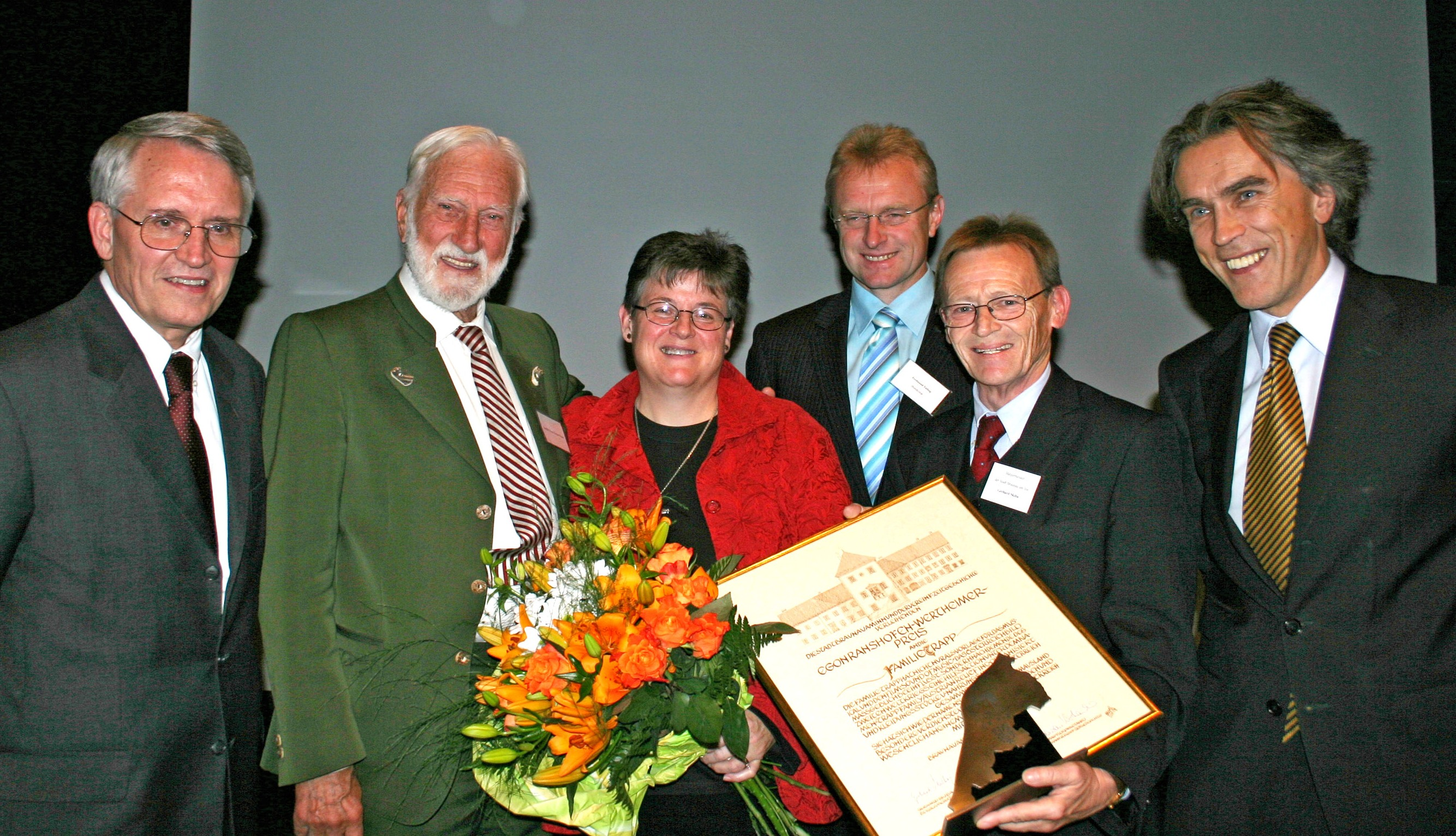
Gerhard Skiba (tvåa från höger) delar ut Egon Ranshofen-Wertheimer-priset 2007

Gerhard Skiba , född 1947, död 2019, var en österrikisk kommunalpolitiker (SPÖ). Mellan 1989 och 2010 var han borgmästare i staden Braunau am Inn.

## Politik

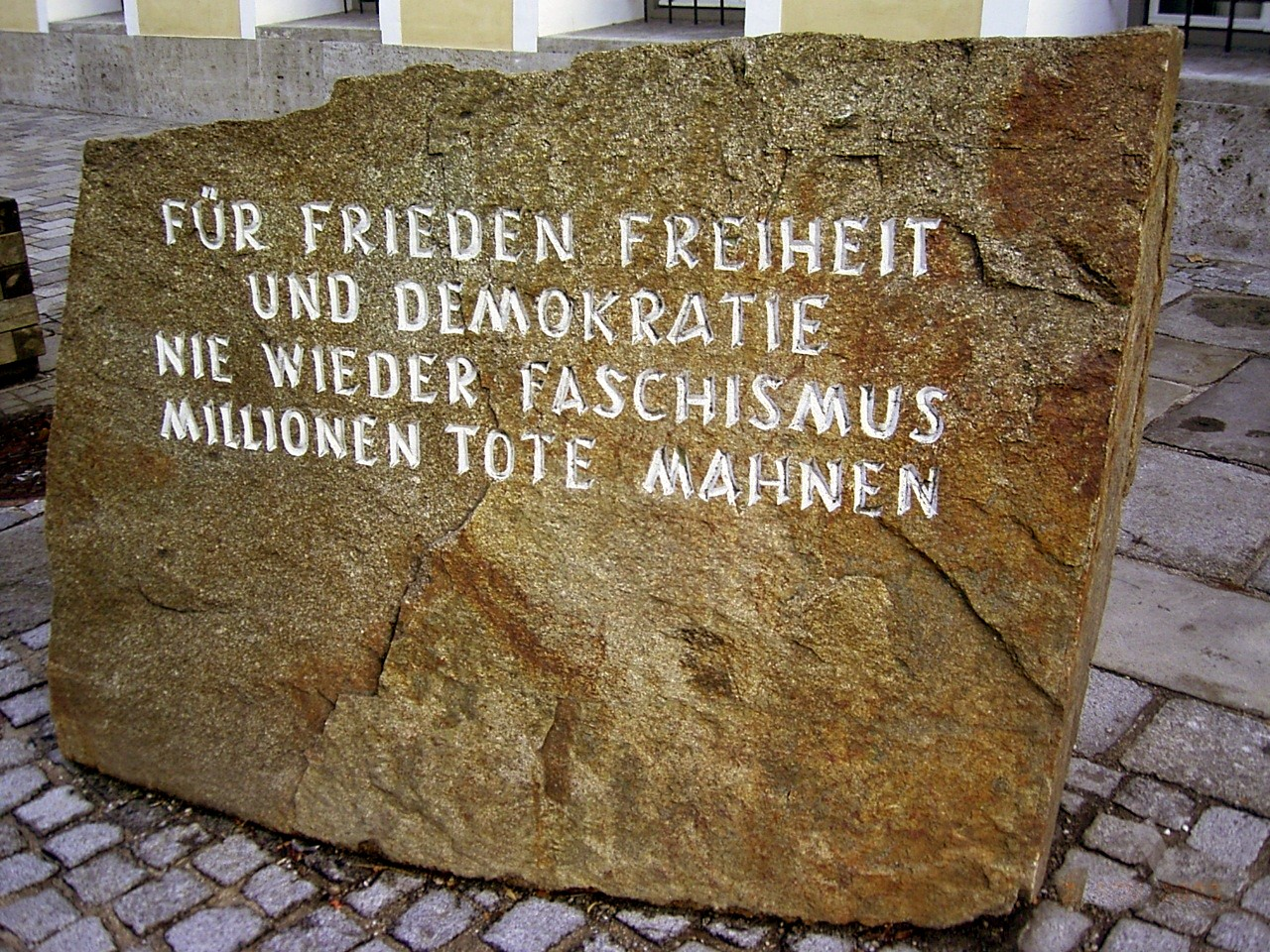
Minnesstenen som är placerad framför Adolf Hitlers födelsehus

Gerhard Skiba var framförallt känd för sitt engagement i olika projekt som rör den tyska och österrikiska historien under tredje riket. Ett av dessa projekt är upprättandet av en minnessten för nazismens offer framför Adolf Hitlers födelsehus. Han stödde också projektet Ansvarets hus, som är ett forum om nazismens brott men också för diskussion om nutida problem och möjliga lösningar.
Andra initiativ som Gerhard Skiba har stött eller medverkat i är: 
- De årliga Dagarna för samtida historia i Braunau som är en konferensserie med tyngdpunkt på 1900-talets historia.
- Läggandet av fyra snubbelstenar till minnet av nacismens offer i Braunau am Inn av konstnären Gunter Demnig.
- 2009 startade han initiativet Friedensbezirk Braunau am Inn som sträcker sig över hela området.

2007 fick han Elfriede Grünberg priset för hans insatser att påminna om nazismens brott.